# Wang Zhelin
Wang Zhelin (王哲林S, Wáng ZhélínP; Fuzhou, 20 gennaio 1994) è un cestista cinese.

## Carriera
Con la Cina ha disputato i Giochi olimpici di Rio de Janeiro 2016, i Campionati mondiali del 2019 e tre edizioni dei Campionati asiatici (2013, 2015, 2022).